# Bloodlights
Bloodlights est un un groupe norvégien de hard rock, originaire d'Oslo.

## Histoire
En tant que cofondateur, Captain Poon est ex-guitariste du groupe de hard rock Gluecifer, entre 1994 et 2005. Moins d'un an plus tard, il forme le groupe Bloodlights, dont il prend immédiatement le rôle de chanteur principal. Le premier single One Eye Open est utilisé dans le cadre de la bande-son du film d'horreur norvégien Cold Prey. Trois albums sortent jusqu'en 2013. Le 9 octobre 2015, les Bloodlights, sous le propre label de Captain Poon, Konkurs Productions, sortent l'EP Somebody Else's Nightmare.
En 2016, Captain Poon est en tournée en tant que guitariste avec le groupe Blitzkrieg de Marky Ramone. Le 26 mai 2017, le quatrième album studio Pulling no Punches sort, également sous le label Konkurs Productions. Nicke Andersson participe à la production,,.

## Style musical
Le style musical de Bloodlights est fortement influencé par le rock mélodique des années 1970 et 1980, combinant souvent un chant mélodique avec des riffs de hard rock, comme Thin Lizzy par exemple. Le groupe est également influencé par des artistes tels que Judas Priest, Black Sabbath et AC/DC. Il y a également des tendances au boogie-rock, influencé par les groupes scandinaves de rock en général et par les groupes classiques de rock des années 1970, comme les anciens Status Quo et Cheap Trick. 

## Discographie

### Albums studio
- 2007 : Bloodlights
- 2010 : Simple Pleasures
- 2013 : Stand or Die
- 2017 : Pulling no Punches

### Singles et EP
- 2007 : One Eye Open (bande-son du film Cold Prey)[6]
- 2007 : Hammer and the Wheel[7]
- 2010 : Gods of Rock! (split avec Imperial State Electric)
- 2011 : Bloodlights vs. Gonzales (split avec Gonzales)
- 2012 : When Your Train Comes / Gimme Blood
- 2015 : Bloodlights / Dieter Jackson (split avec Dieter Jackson)
- 2015 : Somebody Else’s Nightmare
- 2016 : Bloodlights/The Hip Priests (split avec The Hip Priests)
- 2018 : split avec Christmas, Trigger McPoopshute